# Jean Ichbiah

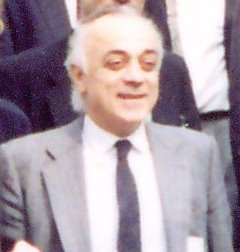
Jean Ichbiah

Jean Ichbiah (* 25. März 1940 in Paris; † 26. Januar 2007 in Boston) war ein französischer Informatiker. Er entwickelte von 1977 bis 1983 die Programmiersprache Ada.

## Leben
Jean Ichbiah wurde als Enkel griechischer und türkischer Einwanderer in Paris geboren. Nach dem erfolgreichen Studium zum Bauingenieur an der École polytechnique und der École Nationale des Ponts et Chaussées ging er 1964 an das Massachusetts Institute of Technology, wo er sich mit der syntaktischen Analyse von Programmiersprachen beschäftigte. In nur zwei Jahren schloss er seine dortigen Studien mit dem Ph. D. für Bauingenieurwesen und Operations Research ab. Bei seiner Rückkehr nach Frankreich 1967 begann er eine Anstellung bei der Firma CII-Bull (die spätere Honeywell-Bull). Dort implementierte er die Programmiersprache Simula 67 für die dortigen Rechnerplattformen. Im Rahmen seiner Tätigkeit bei Bull wurde er 1977 mit dem Entwurf einer neuen Programmiersprache für das US-Verteidigungsministerium beauftragt, die später als Ada bekannt und 1983 von der ANSI genormt wurde.
1980 gründete Ichbiah die Firma Alsys (Ada Language Systems) in Frankreich, um sich der Vermarktung und der weiteren Entwicklung der neuen Sprache zu widmen. 1993 gründete er in den Vereinigten Staaten das Unternehmen Textware.
Ichbiah war korrespondierendes Mitglied der französischen Académie des sciences und Ritter der französischen Ehrenlegion.